# 若尾裕
若尾 裕（わかお ゆう、1948年3月25日 - ）は、日本の音楽学者、広島大学名誉教授。専門は臨床音楽学。演奏活動もおこなう（ピアノによる即興演奏など）。
東京生まれの大阪育ち。東京藝術大学音楽学部作曲科卒、1976年同大学院音楽研究科作曲専攻修士課程修了、広島大学教育学部助手、1979年助教授、教授、名誉教授、神戸大学発達科学研究科教授、名誉特任教授。

## 著書
- 『モア・ザン・ミュージック ミュージック・セラピーからサウンドスケープまで』勁草書房 1990
- 『奏でることの力』春秋社 2000
- 『音楽療法を考える』音楽之友社 2006
- 『親のための新しい音楽の教科書』サボテン書房、2014
- 『サステナブル・ミュージック　これからの持続可能な音楽のあり方』アルテス・パブリッシング, 2017

### 共著
- 『子どもの音楽療法ハンドブック』三船一子、田中由身子、山河真由美共著 音楽之友社 1992
- 『音楽療法のための即興演奏ハンドブック』岡崎香奈共著 音楽之友社 1996

### 翻訳
- テレンス・ドワイヤー『テープ・コンポジション入門』白砂昭一共訳 音楽之友社 1974
- トレヴァー・ウィシャート（英語版）『音あそびするものよっといで』坪能由紀子共訳 音楽之友社 1987, 2012
- R.マリー・シェーファー『サウンド・エデュケーション』鳥越けい子,今田匡彦共訳 春秋社 1992
- ビリー・ハーグマン, リチャード・ホーン『実験的ポップ・ミュージックの軌跡 その起源から80年代の最前線まで』勁草書房 1997
- ポーリン・オリヴェロス『ソニック・メディテーション 音の暝想』津田広志共訳 新水社 1998
- ポーリン・オリヴェロス『ソフトウェア・フォー・ピープル 現代音楽へのジェンダー的論考』沼田里衣共訳 新水社 2003
- メアリー・プリーストリー『分析的音楽療法とは何か』古平孝子、多治見陽子共訳 音楽之友社 2003
- クライヴ&キャロル・ロビンズ編『ポール・ノードフ音楽療法講義 音楽から学ぶこと』進士和恵共訳 音楽之友社 2003
- マーティン・クレイトン,トレヴァー・ハーバート,リチャード・ミドルトン編『音楽のカルチュラル・スタディーズ』監訳 卜田隆嗣,田中慎一郎, 原真理子,三宅博子訳 アルテスパブリッシング 2011
- ポール・ヘガティ『ノイズ/ミュージック 歴史・方法・思想 ルッソロからゼロ年代まで』嶋田久美共訳 みすず書房 2014
- スティーヴン・ナハマノヴィッチ『フリープレイ 人生と芸術におけるインプロヴィゼーション』フィルムアート社 2014
- デイヴィド・グラブス『レコードは風景をだいなしにする』柳沢英輔共訳 フィルムアート社 2015

## 注
1. ↑  『現代日本人名録』2002年
2. ↑  『親のための新しい音楽の教科書』著者紹介